# کرم‌ها حمله خواهند کرد
کرم‌ها حمله خواهند کرد (انگلیسی: Worms Will Turn) یک فیلم کمدی صامت کوتاه به کارگردانی فرانک گریفین است که در سال ۱۹۱۴ منتشر شد. از بازیگران این فیلم می‌توان به جولیا کَلهون، اولیور هاردی و ریموند مک‌کی اشاره کرد.